# Chancel Mbemba
Chancel Mbemba Mangulu (Kinshasa, 8 de agosto de 1994) é um futebolista profissional congolês que atua como defensor. Atualmente, defende o Olympique de Marseille.

## Carreira
Chancel Mbemba representou o elenco da Seleção da República Democrática do Congo de Futebol no Campeonato Africano das Nações de 2017.

## Títulos
Anderlecht
- Jupiler Pro League: 2013–14
- Supercopa da Bélgica: 2013, 2014

Newcastle
- EFL Championship: 2016–17

Porto
- Primeira Liga: 2019–20, 2021–22
- Taça de Portugal: 2019–20, 2021–22
- Supertaça Cândido de Oliveira: 2020

### Prêmios individuais
- Seleção do Campeonato Africano das Nações: 2023